# Andy Powell

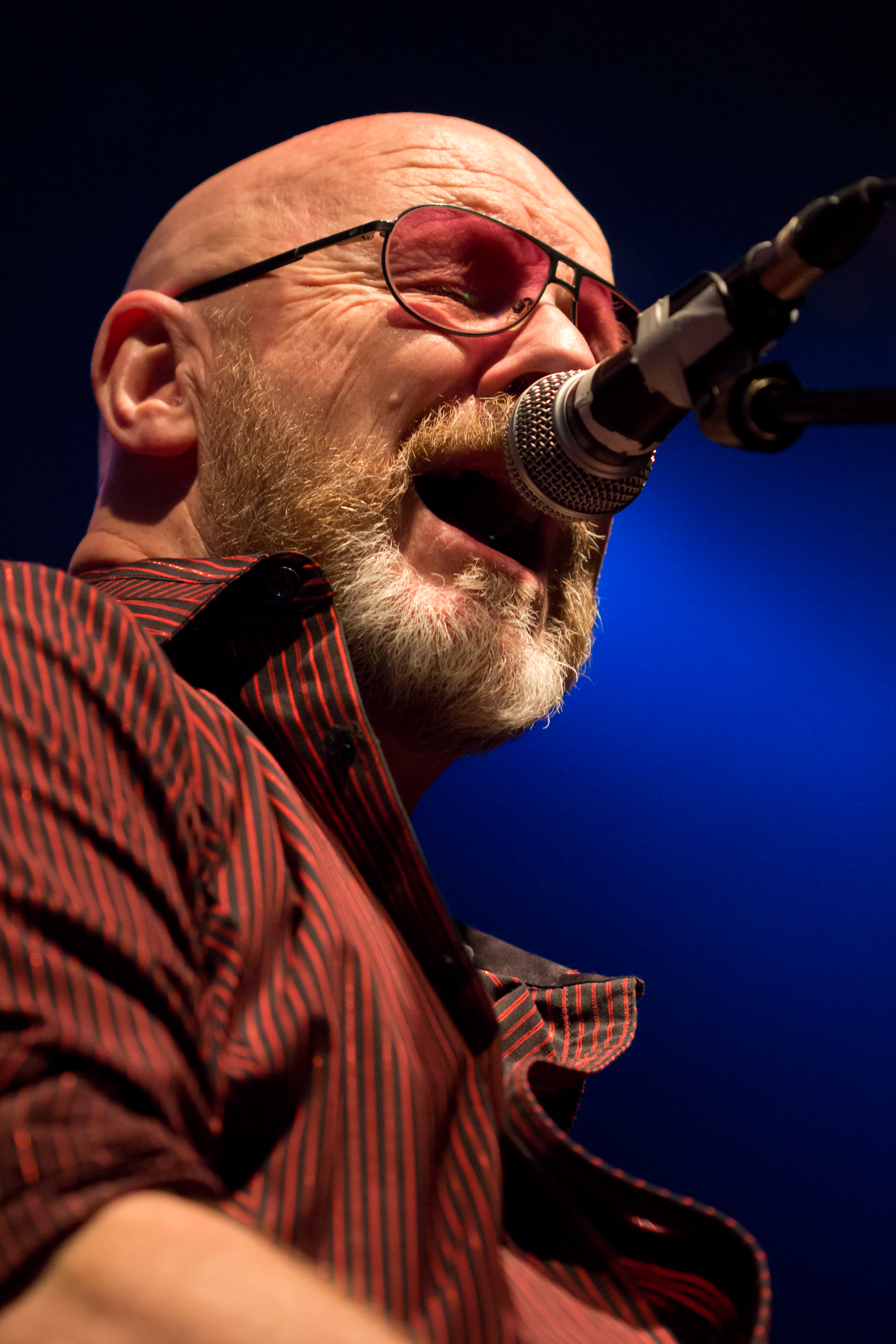
Andy Powell (2015)

Andrew „Andy“ Powell (* 19. Februar 1950 in Stepney, London) ist ein britischer Gitarrist  und Sänger. Er ist Gründungsmitglied der Rockband Wishbone Ash und das einzige ständige Mitglied der Gruppe seit ihrem Bestehen. Powell lebt heute im US-Bundesstaat Connecticut und betreut Wishbone Ash auch als Manager.
Mit seinem ursprünglichen Bandkollegen Ted Turner bildete er eines der einflussreichsten Leadgitarren-Duos der Rockgeschichte. Sie beeinflussten u. a. Bands wie Thin Lizzy, Iron Maiden, Judas Priest, Umphrey's McGee und Big Country.
Powell spielt bevorzugt eine 1967er Gibson Flying V, aber auch extra für ihn angefertigte Gitarren im Flying-V-Stil eines kleinen britischen Herstellers. Des Weiteren spielt er auch Modelle der Marke Duesenberg Guitars.